# Султартангалоун
Султартангалоун (исл. Sultartangalón) — водохранилище в Исландии, расположенное на высоте 297 м на Исландском плато на севере от вулкана Гекла. Его площадь составляет примерно 20 км². Объём воды — 109 км³.
Образовано плотиной на реке Тьоурсау и используется сразу несколькими электростанциями: Храунеяйар, Бюрфелдсвируйюн и Султартанги.
В период с 1982 по 1984 года были построены плотины на реках Тьоурсау и Тунганаау для использовании гидроэнергии. Плотина Султартанги, длиной 6,1 км до сих пор является самой длинной в Исландии. После наполнения водохранилища исчез водопад Аурмоуртафосс.
Старое название этой местности — Блаускоугар (исл. Bláskógar) — «голубой лес» — названная так в честь ранее находившегося здесь леса.